# Zelenika (Herceg Novi)
Pour les articles homonymes, voir Zelenika.
Zelenika (en serbe cyrillique : Зеленика) est un village du sud-ouest du Monténégro, dans la municipalité de Herceg Novi.

## Démographie

### Évolution historique de la population
| 1948 | 1953 | 1961  | 1971  | 1981  | 1991  | 2003  |
| ---- | ---- | ----- | ----- | ----- | ----- | ----- |
| 774  | 809  | 1 000 | 1 029 | 1 093 | 1 204 | 1 444 |